# Гиват-Шмуэль
Гиват-Шмуэль, Гиват-Шемуаль (ивр. גבעת שמואל‎) — город в долине Шарон, в центре Израиля, около городов Бней-Брак, Петах-Тиква, Кирьят-Оно, Рамат-Ган, округа Гуш-Дан (Большой Тель-Авив). Площадь — 3,5 км².

## Население
По данным Центрального статистического бюро Израиля, население на начало 2020 года составляло 26 578 человек.
Естественный прирост населения — 2,7 %.
70,9 % учеников получают аттестат зрелости.
Средняя зарплата на 2007 год — 9 707 шекелей в месяц.
График роста населения Гиват-Шмуэль:

## Города-побратимы
- Дубна (Россия)
- Штаде (Германия)
- Голдап (Польша)

## Галерея

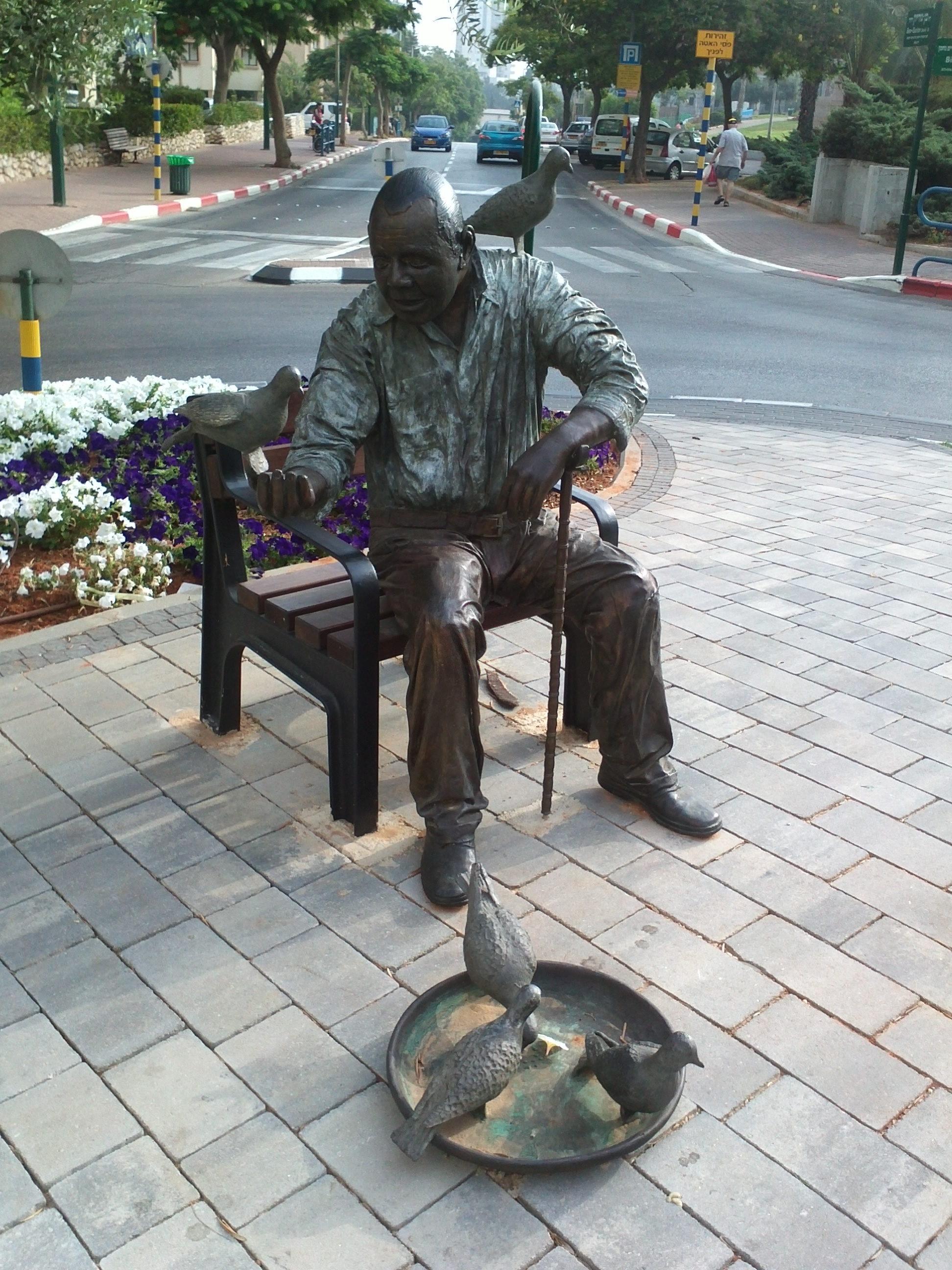
Статуя старика с голубями в Гиват-Шмуэле
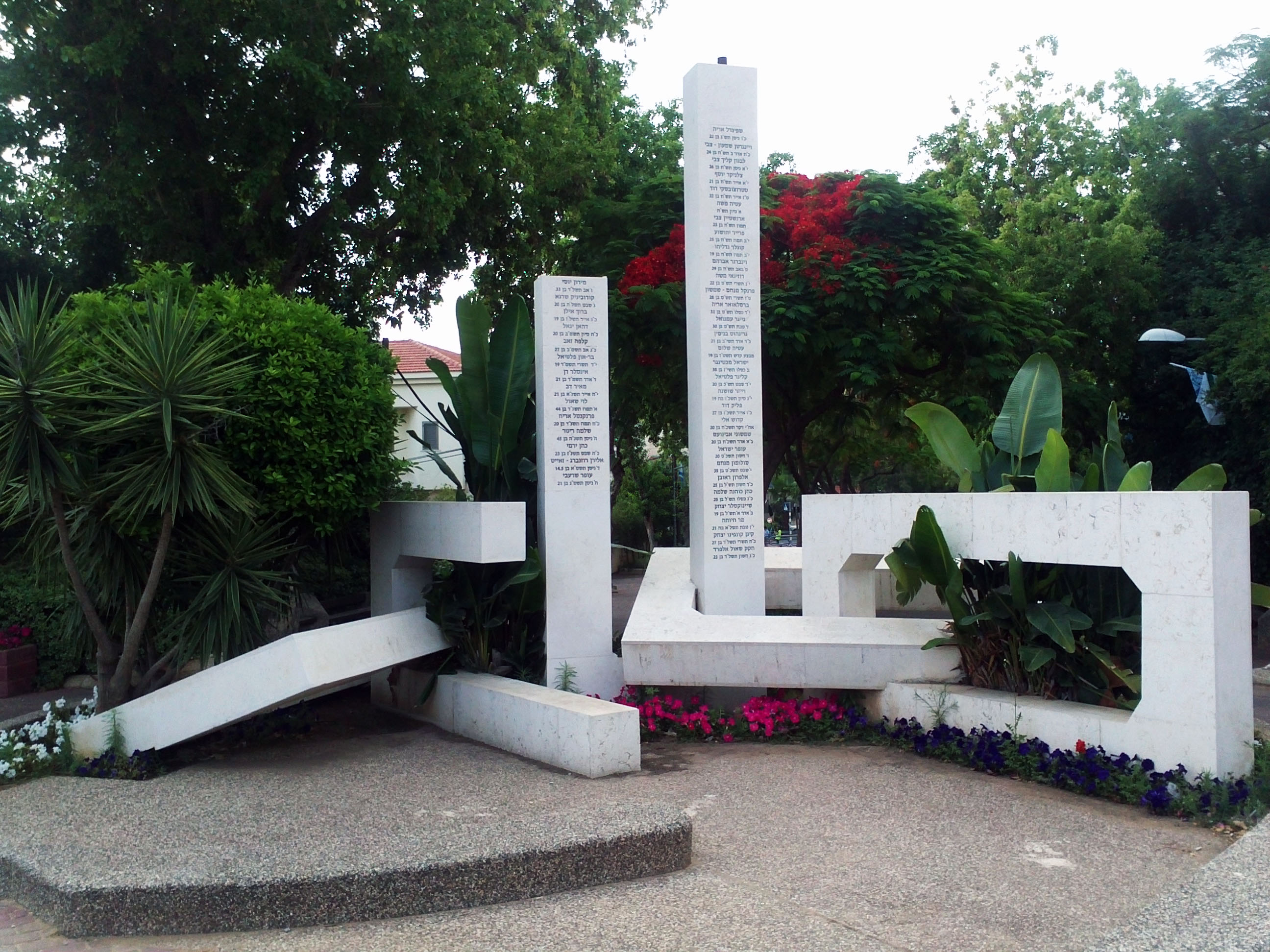
Мемориал в Гиват-Шмуэле